# Sojuz (letjelica)
Letjelica Sojuz (na ruskom Союз, u prijevodu "savez") letjelica je s ljudskom posadom. Konstruirao ju je Sergej Koroljov sredinom 1960-ih godina. Prvotno je Sojuz bio namijenjen za let do Mjeseca, ali nakon neuspjeha rakete N-1 odustalo se od tog pothvata.
Prvi let Sojuza dogodio se 28. studenog 1966. godine, a prvi let s ljudskom posadom 23. travnja 1967. godine. Letjelica Sojuz u orbitu se lansira pouzdanom lansirnom raketom Sojuz, evolucijom rakete R-7 kojom je lansiran prvi umjetni satelit  - Sputnjik 1.
Letjelica Sojuz odigrala je važnu ulogu u istraživanju svemira. Korištena je za mnogobrojne eksperimente i putovanje do svemirskih postaja Saljut, Mir i danas ISS-a, a do danas su letjelice Sojuz odradile više misija s ljudskom posadom nego ijedna druga svemirska letjelica.

## Dizajn
Dizajn Sojuza je jednostavan i veoma uspješan te se neznatno mijenjao u proteklih 40 godina upotrebe. Letjelica se sastoji od:
- Sfernog orbitalnog modula
- Aerodinamične kapsule za povratak na Zemlju
- Cilindričnog servisnog modula sa solarnim panelama

Kozmonauti borave u kapsuli i orbitalnom modulu. Orbitalni modul služi kao dekompresijska komora za prijelaz iz jednog svemirskog broda u drugi. Također služi kao prostor za obavljanje različitih eksperimenata, te za odmor posade. Svemirski brod Sojuz ima devet kubičnih metara prostora, a masa kapsule za povratak na Zemlju je oko 3 tone.
Sojuz posjeduje automatski sustav za pristajanje. Letjelicom može upravljati posada ili zemaljska kontrola.

## Varijante
Kroz godine letjelica Sojuz je doživjela manje modifikacije. 

#### Sojuz 7K-OK (1966. – 1971.)
Letjelice Sojuz 1 do Sojuz 11 pripadale su prvoj generaciji. Mogle su ponijeti tročlanu posadu bez svemirskih odijela. Ova inačica Sojuza imala je za proizvodnju električne energije solarne panele oblika krila, te automatski navigacijski sustav Igla. Uređaji za spajanje na svemirskim brodovima Sojuz 1 do uključivo Sojuz 8 nisu imali tunel za prolaz članova posade iz jednog svemirskog broda u drugi već se transfer posada odvijao svemirskom šetnjom kroz otvoreni svemir (Sojuz 4 - Sojuz 5).

#### Sojuz 7K-L1 (1967. – 1970.)
Ova inačica svemirskog broda Sojuz poznata je pod imenom Zond (4 do 8). Zond je projektiran za let oko Mjeseca s ljudskom posadom. Za razliku od ostalih svemirskih brodova tipa Sojuz svemirski brodovi Zond lansirani su ruskom četverostupanjskom raketom Proton. S obzirom na to da je tadašnja raketa nosač Proton bila sposobna do Mjeseca dopremiti letjelicu mase do najviše 5.700 kg svemirski brodovi Zond nisu imali orbitalni odsjek. Na sreću, svemirski brodovi Zond 4 do 8 nisu lansirani s ljudskom posadom, jer bi u većini slučajeva različiti kvarovi prilikom povratka na Zemlju bili smrtonosni za posadu. Samo je Zond 7 u cijelosti bio uspješan let koji bi posadu sigurno doveo natrag na Zemlju. Svrha upotrebe svemirskih brodova Zond je bio politički prestiž kojim se namjeravalo Sjedinjenim Američkim Državama oteti dio slave u letovima s ljudskom posadom oko Zemljinog prirodnog satelita Mjeseca. Svemirski brod Zond 4 je prva svemirska letjelica koja je pri povratku na Zemlju ostvarila kontrolirani uspješan tzv. "double skip reentry". Ovu metodu smanjenja brzine kapsule pri povratku na Zemlju koristili su kasnije i sjevernoamerički svemirski brodovi Apollo.

#### Sojuz 7K-L3
Ova varijanta Sojuza bila je namjenski dizajnirana za let oko Mjeseca. Poznata je i pod imenom  Lunniy Orbitalny Korabl  (Mjesečev orbitalni brod). Letjelica je trebala poslužiti kao priključak za lander na Mjesec.

#### Sojuz 7K-OKS (1971.)
Verzija 7K-OKS bila je dizajnirana za let do svemirskih postaja i imala je dok za spajanje s drugim letjelicama.

#### Sojuz 7K-T (1973. – 1981.)
Druga generacija Sojuza koristila se na letovima od Sojuz 12 do Sojuz 45. Koristila je navigacijski sustav Igla, nije imala solarne panele već baterije i posada je smanjena na dva člana, zbog čega su mogli nositi svemirska odjela. Zbog izostanka solarnih panela, letjelica je imala razdoblje autonomije od dva dana.

#### Sojuz-T (1976. – 1986.)
Projekt Apollo-Sojuz služio je kao poligon za mnoge nove tehnologije iz kojih je nastala treća generacija Sojuza. Sojuz T koristio je solarne panele što je omogućilo duže misije, redizajnirani navigacijski sustav Igla i novi sustav potisnika. Mogao je nositi tročlanu posadu u odijelima.
Sojuz ASTP je bila verzija Sojuza za upotrebu u Apollo-Sojuz projektu. Sojuz ASTP imao je nekoliko prilagodbi koje je zahtijevala NASA radi povećanja sigurnosti, koristio je poboljšane solarne panele radi veće autonomije, novi univerzalni sustav za spajanje i smanjeni pritisak atmosfere na 69 kPa. Zadnji let ove verzije letjelice je bio let Sojuza 22.

#### Sojuz-TM (1976. – 2003.)
Sojuz-TM je četvrta generacija Sojuza. Korištena je za prijevoz do svemirskih postaja Saljut, Mir i ISS. Poboljšani su sustavi za pristajanje, za komunikaciju, sustavi u slučaju nužde, padobrani i motori za slijetanje. Novi sustav za automatsko spajanje "Kurs" omogućio je potpuno neovisno manevriranje letjelice u blizini svemirskih postaja.

#### Sojuz-TMA (od 2003.)
Trenutno se za letove koristi letjelica Sojuz-TMA. Ova letjelica posjeduje niz poboljšanja radi ispunjavanja sigurnosnih zahtjeva NASA-e, koji uključuju mogućnost transporta viših i težih astronauta te novi padobranski sustav. Sojuz-TMA je ujedno i prva "potrošna" letjelica koja koristi "stakleni kokpit". Izvana je Sojuz-TMA identičan Sojuzu-TM.

#### Sojuz-TMA-M (od 2010.)
Sojuz TMA-M je zadnja inačica letjelice Sojuz. U ovoj inačici smanjena je masa letjelice za 70 kg zamjenom navigacijskog računala Argon s novim, potpuno digitalnim računalom. Time je ujedno i značajno smanjena potrošnja električne energije. I sama struktura letjelice je izmijenjena pa se umjesto legura magnezija koristi aluminij što olakšava proizvodni proces.

## Srodne letjelice
Bespilotna letjelica Progress nastala je na osnovi letjelice Sojuz i služi za opskrbu svemirskih postaja.
Dizajn kineske letjelice s posadom Shenzhou je inspiriran Sojuzom.